# Euasteron krebsorum
Euasteron krebsorum är en spindelart som beskrevs av Baehr 2003. Euasteron krebsorum ingår i släktet Euasteron och familjen Zodariidae. Inga underarter finns listade i Catalogue of Life.